# Prosper-Olivier Lissagaray
Prosper-Olivier Lissagaray (Tolosa, 24 novembre 1838 – Parigi, 25 gennaio 1901) è stato un letterato, giornalista e politico francese.
Socialista, è noto per la sua opera storica sulla Comune di Parigi.

## Biografia

### L'infanzia
Hippolyte Prosper Olivier Lissagaray nacque da Laurent Prosper Lissagaray, farmacista di Tolosa, e da Marie-Louise Olympe Boussès de Fourcaud. Alla morte del padre, Prosper e il fratello Henri erano ancora piccoli e la madre, in difficoltà economiche, citò in giudizio nel 1847 il giornalista Bernard-Adolphe Granier de Cassagnac, figlio della cognata Ursule Lissagaray, per ottenere il rimborso dei prestiti fattigli dal marito. L'inimicizia dividerà per tutta la vita Lissagaray dai cugini Cassagnac.
Prosper studiò in un collegio di Aire-sur-l'Adour, dove il professore di letteratura, l'abbé Légé, «magro, pallido e tossicchiante come un tisico, un perfetto letterato», divideva gli allievi in due campi: i classici e i romantici. Prosper era tra questi ultimi e con l'amico Paul Lacome d'Estalenx scrisse un romanzo medievale, Les Mystères des Croisades, histoire de Louis VII et Eléonor d'Aquitaine. Dopo il baccalauréat Lissagaray non vedrà più lui e tutti gli altri compagni, ma conserverà - scrive - «in fondo al cuore un posto dove vivranno tutti».

### Il giornalismo letterario e politico

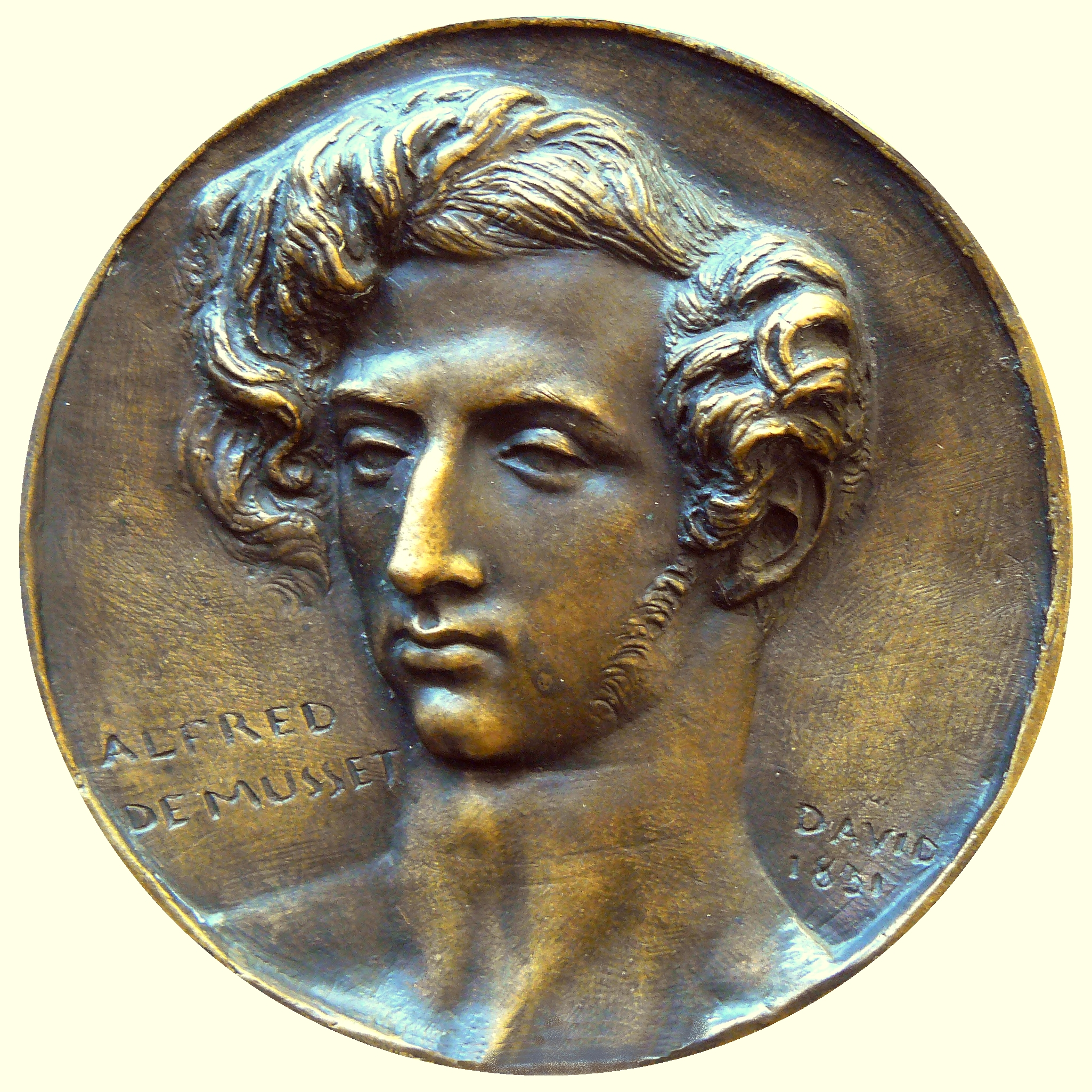
David d'Anger: De Musset

Nel 1860 si portò a Parigi, vi diresse la rivista L'Année littéraire et dramatique ed era l'unico redattore della Revue des études littéraires. Nel 1863, insieme con Juette, un professore di scienze, Albert Leroy e Émile Deschanel, due intellettuali che hanno problemi con la polizia politica del regime, Lissagaray fondò le Conférences de la rue de la Paix, che si tenevano al Casino-Cadet, in rue de la Paix 18. Erano conferenze su temi letterari, scientifici, filosofici e storici, tenute per far conoscere a un pubblico colto o comune «tutti gli oggetti del pensiero e della curiosità umana presentati in una forma familiare e mondana».
Nella conferenza tenuta il 29 febbraio 1864 sul tema Alfred de Musset devant la jeunesse, Lissagaray definì Alfred de Musset, scomparso nel 1857 e molto popolare tra i giovani, «forse il solo poeta francese che possa sedurre al punto d'ispirare indulgenza a quegli stessi che lo condannano». Ma questa indulgenza, secondo Lissagaray, non è giustificata: tutti i personaggi di Musset «riproducono invariabilmente lo stesso tipo del libertino dal pensiero indeciso, vago, e della vergine predestinata a un tale uomo», perché il poeta stesso è «un uomo senza opinioni, senza convinzioni, senza principi, che pretende incarnare lo spirito dell'epoca». La conferenza fu interrotta dalle proteste di una parte dei presenti, ne seguirono polemiche nella stampa, e Lissagaray pubblicò il testo della conferenza.
Non fu l'unico scandalo. Il 15 gennaio 1865 la polizia proibì la prevista conferenza sull'Hernani di Victor Hugo e si dovette cambiare programma, sostituendo l'Hernani con Le Cid di Corneille. Lissagaray chiamò alla cattedra Jules Vallès che insultò gli ascoltatori, «parvenus vestiti a festa che immaginano di aver fatto chissà quale atto di audacia venendo ad ascoltare dei versi». Vallès perse il suo impiego al municipio di Vaugirard e Lissagaray fu ammonito dal ministro Victor Duruy a non permettere «digressioni politiche» nelle conferenze.

### Il giornaleL'Avenir

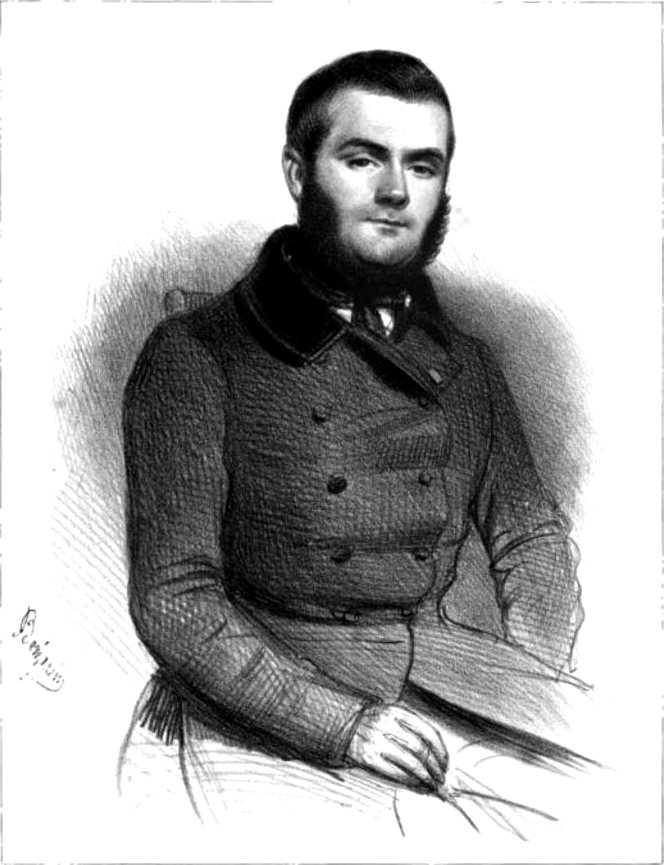
Bernard-Adolphe Granier de Cassagnac

Il 15 agosto 1868 fondò il giornale L'Avenir, che usciva ad Auch, nel Gers, dichiaratamente repubblicano e anti-bonapartista. Chiedeva il diritto di riunione, di associazione, la piena libertà di stampa, libere elezioni, la soppressione degli impieghi pubblici e dei monopoli, l'istruzione gratuita e obbligatoria, la separazione tra Chiesa e Stato, la coscrizione obbligatoria, una politica di pace.
L'obiettivo della polemica politica era il regime imperiale e, in particolare, il suo parente Bernard-Adolphe Granier de Cassagnac, notabile del Gers, deputato dal 1853 e redattore con il figlio Paul del giornale bonapartista Le Pays. L'occasione fu data da un caso giudiziario. Nel 1845 un cognato di Granier de Cassagnac era stato condannato a otto anni di carcere per l'omicidio di un certo Dujarier, commesso usando una pistola appartenente a Cassagnac. Scrisse Lissagaray il 20 agosto 1868 su L'Avenir: «Abbiamo la disgrazia di essere parenti prossimi di Granier. Raccolto, allevato in casa nostra dalla carità di nostro padre, ne fu vergognosamente cacciato dopo l'assassinio di Dujarier».
Il 25 agosto rincarò la dose: Bernard Granier de Cassagnac, «nato povero e divorato dal desiderio del successo», quando Luigi Bonaparte era ancora un reietto in carcere, lo coprì d'insulti, quando il principe salì al potere, Cassagnac, «affamato e sommerso dai debiti» gli offì i suoi servigi indicandogli i nemici, e diventando il padrone del dipartimento, colui che nomina e destituisce chiunque, «dal prefetto all'ultimo dei funzionari». I suoi figli non sono da meno: il maggiore Paul, «non sapendo ancora tenere una penna in mano, prese una spada e attaccò briga con la gente onesta», il secondo «è ancora tenuto di riserva».
Il duello era inevitabile: il 30 agosto si batté con il cugino Paul, temibile spadaccino, e fu ferito non gravemente. Il giorno dopo Lissagaray gli chiese un nuovo duello, ottenendo un rifiuto: «Vi ho già fatto molto onore accettando di essere vostro avversario. Oggi, mi ripugna diventare il vostro salumiere».

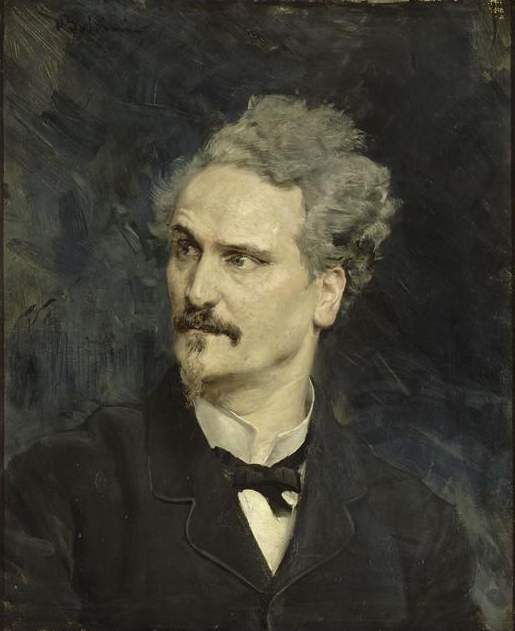
Boldini: Henri Rochefort

In vista delle elezioni politiche del maggio 1869, L'Avenir s'impegnò in favore dei candidati repubblicani e contro Bernard de Cassagnac, ancora una volta candidato bonapartista nel Gers. Non si fecero attendere i sequestri e le condanne: il 5 novembre 1868 Lissagaray fu condannato a 5.000 franchi di ammenda per diffamazione, il 1º dicembre venne sequestrato il giornale per aver ricordato il colpo di Stato del 2 dicembre 1851, il 19 dicembre e il 16 gennaio 1869 finì in carcere per «induzione all'odio contro il governo», il 28 gennaio fu condannato a pagare un'ammenda di 1.200 franchi. Cassagnac fu rieletto, ma con meno consensi. In tutta la Francia i bonapartisti persero 900.000 voti a favore dell'opposizione repubblicana.
Dal 3 agosto 1869 L'Avenir prese il sottotitolo di Journal démocratique du Gers et des Hautes Pyrénées. Lissagaray tornò a Parigi per collaborare a La Réforme politique et sociale, senza lasciare L'Avenir, cui continuò a inviare corrispondenze da Parigi. La collaborazione con La Réforme durò appena un mese. Questo giornale repubblicano era troppo moderato nei confronti del potere bonapartista e il 18 novembre Lissagaray lasciò la sua redazione.
Lissagaray riprese a partecipare ai dibattiti pubblici che a Parigi si tenevano nei caffè-concerto e in stanze separate delle sale da ballo, alla presenza di un commissario di polizia che vigilava affinché i temi delle riunioni non riguardassero la politica e la religione. La Marseillaise, il giornale fondato il 19 dicembre da Henri Rochefort con Jean-Baptiste Millière redattore capo, lo prese come suo collaboratore.

### Il carcere

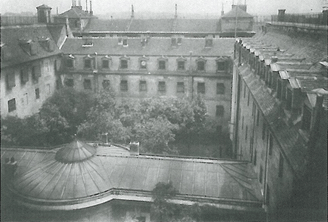
La prigione di Sainte-Pélagie

Il 31 dicembre fu condannato a due mesi di carcere per «offese verso le persone dell'imperatore e dell'imperatrice», commesse in tre articoli apparsi su L'Avenir. Nella prigione di Sainte-Pélagie ritrovò in gennaio Rochefort e i redattori della Marseillaise finiti in carcere a seguito degli articoli di giornale che avevano denunciato l'omicidio di Victor Noir, commesso dal principe Pietro Napoleone, e scrisse Jacques Bonhomme. Entretiens de politique primaire.
Dedicato «alla Repubblica democratica e sociale», il libro riprende articoli già pubblicati nell'Avenir. L'intenzione è quella di dare a quei milioni di francesi «che non sanno una parola del passato, del presente e dei loro diritti» una specie di «catechismo sociale», a loro più utile di «tutte le omelie delle bocche d'oro dell'opposizione». Jacques Bonhomme è l'uomo del popolo, l'eterno vinto, l'autore delle rivoluzioni a vantaggio degli altri. Lissagaray vuole che egli comprenda le cause della sua miseria e scuota le catene del giogo che l'opprime: «I mali della resistenza sono grandi, ma quelli della rassegnazione sono peggiori».
Liberato il 6 aprile 1870, continuò la sua opposizione al regime bonapartista. Napoleone III, per rimediare al crescente discredito dell'Impero, aveva chiamato al governo il liberaleggiante Émile Ollivier. Questi indisse per l'8 maggio un abile plebiscito, con il quale si chiamavano i francesi a esprimersi a favore delle riforme moderatamente liberali approvate il 20 aprile e contemporaneamente a esprimere il loro appoggio al regime.
Si contava così di dividere l'opposizione, costringendone una parte a votare a favore di Napoleone III pur di non perdere il vantaggio delle riforme, e infatti l'opposizione si divise in astensionisti e in contrari al plebiscito. Lissagaray non si espresse per nessuna delle due opzioni, preferendo continuare a denunciare nelle riunioni pubbliche il regime.
Questo suo impegno gli causò nuove condanne: il 14 maggio sei mesi di prigione dal tribunale di Auch e il 28 maggio un anno di prigione dal tribunale di Parigi per «offese contro l'imperatore», ma questa volta Lissagaray evitò il carcere essendo espatriato già il 10 maggio a Bruxelles.

### La Repubblica
Quando la Francia, portata alla guerra contro la Prussia con incosciente leggerezza dal suo governo, subì le prime sconfitte, Lissagaray tornò a Parigi. Il 9 agosto 1870 era tra i manifestanti davanti a Palazzo Borbone. Il 4 settembre fu proclamata la Repubblica grazie a una grande manifestazione popolare, che consegnò ai deputati repubblicani un potere che essi stessi non si aspettavano: «Parigi si mise senza riserve nelle mani di questa Sinistra che essa aveva dovuto costringere a fare la rivoluzione».
In ogni quartiere di Parigi la popolazione si riuniva in assemblee. Assumendo una posizione giacobina, il 6 settembre, nella sala Lévis Lissagaray chiese la resistenza a oltranza, organizzando la Repubblica in forma rivoluzionaria, e alle Folies Bergère reclamò l'insurrezione dei dipartimenti contro l'invasore, tutte cose che il governo era ben lontano dal volere, pensando già a trattare la resa con la Prussia.
Tra i pochi che credeva possibile continuare la guerra era Gambetta, ministro della Guerra delegato a Tours. Lissagaray, divenuto capo di gabinetto di Clément Laurier, collaboratore di Gambetta, andò a Tours il 18 settembre e fu nominato commissario di guerra, con il compito di organizzare nuove leve di soldati. Con Georges Périn, nuovo prefetto della Haute-Vienne, progettò l'istituzione di un campo militare a Tolosa, che Gambettà accettò il 12 novembre.
Nel gennaio del 1871, per contrasti con il comandante del campo di Tolosa, si fece aggregare, come capo squadrone di Stato maggiore, nell'esercito della Loira comandato dal generale Chanzy. Alla fine del mese vi fu l'armistizio, in febbraio le elezioni dell'Assemblea Nazionale e la costituzione del governo Thiers, in marzo i preliminari di pace con la Germania e il trasferimento dell'Assemblea a Versailles. Il 18 marzo Parigi reagì al tentativo del governo di disarmarla e insorse, proclamando la Comune

### La Comune di Parigi
Fonda una nuova Action, sostenendo la lotta a fondo contro il governo di Thiers e la necessità di accelerare l'attuazione delle riforme socialiste. Il 6 aprile L'Action cessa le pubblicazioni e Lissagaray fonda Le Tribun du Peuple che esce dal 17 al 24 maggio. Si batte nelle barricate fino all'ultimo giorno, poi si rifugia a Bruxelles e vi pubblica le Huit journées de mai derrière les barricades.
Alla fine dell'anno si trasferisce a Londra, dove conosce e frequenta Marx e la sua famiglia. Si fidanza segretamente con Eleanor, la terza figlia di Marx, partecipa a conferenze, collabora ai giornali Le Rappel, Le Mot d'ordre, Le courrier de l'Europe, raccoglie materiale e comincia a scrivere la sua Histoire de la Commune de 1871, che viene pubblicata a Bruxelles nel 1876. L'opera è vietata in Francia ed Eleanor la traduce in inglese. Nel 1880 Eleanor rompe il fidanzamento e Lissagaray ne considera responsabile Paul Lafargue, il marito di Laura Marx.

### Il ritorno in Francia
L'11 luglio 1880 viene concessa l'amnistia ai comunardi e Lissagaray torna a Parigi. Chiede le scuse del giornalista René de Pont-Jest per un suo articolo contro i comunardi rifugiati a Londra. Pont-Jest le nega e Lissagaray lo sfida a duello, ma quello rifiuta di battersi.
Nel 1882 fonda La Bataille politique et sociale, che si fonda con Le Citoyen di Jules Guesde e Paul Lafargue, assumendo il titolo di Le Citoyen et la Bataille. La collaborazione è però difficile e Lissagaray torna a occuparsi da solo della Bataille, con un programma che cerca di unire tutte le correnti del socialismo francese. Il 23 gennaio 1886 le poche vendite lo costringono a cessare le pubblicazioni. Il 25 maggio 1888 Lissagaray entra a far parte, come segretario generale, della Société des Droits de l'Homme et du Citoyen, fondata da Georges Clemenceau, Jules Joffrin e Arthur Ranc, contro le mire reazionarie del generale Georges Boulanger. Lissagaray ne scrive il manifesto, Le bilan de Boulanger. La Bataille riprende le pubblicazioni nel gennaio 1889, che sospende nuovamente nell'aprile del 1892.
Nel 1893 fonda La Grande Bataille dove denuncia la corruzione del governo - lo scandalo di Panama ne è un esempio - e l'inerzia dei deputati socialisti. Il 6 giugno anche La Grande Bataille cessa le pubblicazioni e Lissagaray scrive ancora qualche articolo nel Germinal di Paschal Grousset. Dirige poi la rivista La Vie algérienne et tunisienne e pubblica nel 1896 la versione definitiva dell'Histoire de la Commune.
Muore nel 1901. Le sue ceneri sono conservate al cimitero di Père-Lachaise. Un monumento gli fu dedicato nel 1903 ad Auch.

## Scritti
- Alfred de Musset devant la jeunesse, Paris, Librairie Gournol, 1864
- Jacques Bonhomme. Entretiens de politique primaire, Paris, Armand Le Chevalier Editeur, 1870
- Catéchisme républicain, Paris, Armand Le Chevalier Editeur, 1870
- Huit journées de mai derrière les barricades, Bruxelles, Bureau du Petit Journal, 1871
- Vision de Versailles, 1873
- Rouge et noir, 1874
- Histoire de la Commune de 1871, Bruxelles, Librairie contemporaine de Henri Kistemaeckers, 1876, 2ª edizione, Paris, Dentu, 1896
- Plus d'Angleterre, 1887
- Le bilan de Boulanger, 1888